# 檀香山唐人街
檀香山唐人街（又称檀香山华埠） 位于美国夏威夷州檀香山市，是该市主要华人聚居区，亦为美国最早的唐人街之一。华埠南面临檀香山港，北面、东北和东南分别以Nuʻuanu溪、Beretania街和Nuʻuanu大街为边界。夏威夷州议会与伊奥拉尼宫等历史建筑亦在其附近。

## 历史
19世纪，随着夏威夷当地甘蔗种植业的兴盛，大批中国劳工来到夏威夷种植园工作。在契约结束以后，部分劳工选择留居檀香山，并聚集在此区域经商，形成华人社区。1900年的人口统计显示，该地区56%的人口是华人，但亦有相当数量的其他种族背景的居民，之后这一数字有所下降。
1886年和1900年，唐人街两次遭遇大火，造成严重的损失，其中又以1900年的火灾更为严重。1899年年底，因有部分当地居民感染腺鼠疫，政府下令关闭学校并对当地7000余居民进行检疫，在13人因病而亡之后，卫生部门决定焚毁鼠疫感染者的房屋。然而，1900年1月20日，因风向突变，火势失去控制，最终几乎将整个华埠摧毁殆尽，但是因为火灾之前居民已经撤离，除共计40人感染鼠疫死亡外，火灾并未造成人员伤亡。唐人街的很多建筑均于1901年新建，除个别房屋外，建筑均不超过四层楼。
第二次世界大战以后，檀香山唐人街一度成为红灯区。也一度被当地警方认为是檀香山治安状况欠佳的地区，檀香山警察局市中心分局便位于华埠。

## 保护
1973年1月17日，大约15公顷的檀香山华埠历史街区（Chinatown Historic District）被列入美国国家史迹名录。此后唐人街进行了整修。
始建于1922年的夏威夷剧院（Hawaii Theatre）位于该区域，是檀香山主要演出剧院之一，1996年整修后重新开放。剧院边于2005年新建Chinatown Gateway Park，并于2007年檀香山市与中国中山市缔结姐妹城市十周年之际重新命名为孙中山纪念公园，立有孙中山铜像一座，以纪念孙中山1879年抵达夏威夷，于此接受教育，并在此准备中国革命。

## 设施
檀香山唐人街拥有为数众多的中餐馆（以粤菜为主）和华人商店，由于当地中文学校的普及（如创办于1911年的明伦中文学校，鼎盛时期学生达1350人）以及近年来檀香山的中国大陆学生和游客的数量迅速增加，多数华人店主均可以流利使用普通话。 
创办于1960年的私人银行夏威夷国家银行总部位于华埠，在瓦胡岛各地和夏威夷岛希洛、毛伊岛均有网点分布。
华埠内的路牌与多数店面招牌均为中英双语。

## 活动
每年，檀香山为数众多的华人社团均会在此举行规模不等的商业化活动，如水仙花节等。春节、中秋节等传统节日期间亦会有舞龙舞狮与隆重的庆祝游行。拥有中华民国背景的中华文化中心位于华埠，因此驻檀香山台北经济文化办事处亦会组织双十节与春节等庆祝活动。